# Aaron Schobel
Aaron Ross Schobel (* 1. September 1977 in Harris County, Texas) ist ein ehemaliger US-amerikanischer American-Football-Spieler auf der Position des Defensive Ends. Er spielte neun Jahre für die Buffalo Bills in der National Football League (NFL).

## Karriere
Aaron Schobel spielte von 2001 bis 2009 für die Bills und wurde dabei in 133 Spielen eingesetzt. Dabei brachte er es auf 483 Tackles und 78 Sacks. Außerdem verursachte er 21 Ballverluste des Gegners (Forced Fumbles) und eroberte sieben Fumbles. Schobel wurde in seiner Karriere zwei Mal in die Pro Bowl gewählt (2006, 2007).